# Хайнрих I (Верле)
Вижте пояснителната страница за други личности с името Хайнрих I.
Хайнрих I (на немски: Heinrich I, Herr zu Werle [-Güstrow], * ок. 1245, † 8 октомври 1291 при Заал убит) е от 1277 до 1281 г. господар на Верле и от 1281 до 1291 г. господар на Верле-Гюстров.
Той е вторият син на Николаус I (1210–1277) и Юдит или Юта фон Анхалт († сл. 14 май 1277), дъщеря на княз Хайнрих I фон Анхалт. 
След смъртта на баща му през 1277 г. Хайнрих I управлява Верле първо заедно с братята си Йохан I ( ок. 1245 – 15 октомври 1283) и Бернхард I (ок.  1245 – ок.  1286). 
През 1281 г. те разделят страната и Хайнрих взема управлението на Верле-Гюстров. Той резидира в замък Верле.
През 1291 г. Хайнрих I е убит при лов от синовете му. Те се виждат застрашени за наследството им след новата женитба на баща им.
След неговата смърт синовете му са свалени и преследвани от племенника на Хайнрих Николаус II. Той поема управлението и така обединява господството Верле.

## Фамилия
Хайнрих е женен от ок. 1262 г. за пръв път за кралица Рикитса Биргерсдатер († 1288), дъщеря на Биргер Ярл, основателят на Стокхолм и за втори път през 1291 г. за Матилда († сл. 1301), дъщеря на херцог Йохан I от Брауншвайг-Люнебург.
Хайнрих има с Рикитса децата:
- Николаус († сл. 15 май 1298 и пр. 1300)
- Хайнрих II († сл. 1308), господар на Пенцлин
- Рикса фон Верле († 26 ноември 1317), омъжена за княз Албрехт II фон Брауншвайг-Волфенбютел-Гьотинген (1268–1318)